# Força Aèria del Vietnam del Sud
La Força Aèria del Vietnam del Sud, o FAVS, fou la Força Aèria del Vietnam del Sud entre els anys 1955-1975. La FAVS va tenir un paper actiu en els enfrontaments de la Guerra del Vietnam. En el cim del seu poder en 1974, la FAVS era la sisena força aèria en grandària del món. En la guerra, la FAVS va tenir un paper menor que la força aèria del seu gran aliat, la Força Aèria dels Estats Units, al contrari de les accions dels seus enemics de la República Democràtica del Vietnam (Vietnam del Nord), la Força Aèria Popular del Vietnam. Molts membres de la dissolta força aèria del Vietnam del Sud, viuen en els Estats Units fins avui. Fins 1956, la FAVS va ser una força petita i mal equipada, aleshores els Estats Units els va ajudar amb helicòpters (en ordre cronològic) dels models H-19 Chickasaw i H-34 Choctaw. En principi, la FAVS només va rebre avions entrenadors T-28 Trojan, que són auronaus per a l'entrenament, i només poden portar petites càrregues de bombes. El 1965 va arribar el Bombarder Martin B-57 Canberra, i a l'octubre de 1965, els helicòpters UH-1 Huey, amb un motor de turbina. Després van rebre els A-1 Skyraider, els A-37 Dragonfly, i el caça Northrop F-5 Freedom Fighter, un model de Northrop, desenvolupat especialment per a l'exportació a les Forces Aèries estrangeres.
Fins a 1972, la FAVS tenia 18 esquadrons de 500 helicòpters, una de les majors esquadres d'helicòpters de tot el món. En aquell any, el President Nguyen Van Thieu va demanar als seus aliats nord-americans l'enviament del nou model de caça de reacció F-4 Phantom, un caça revolucionari amb una major càrrega de bombes que tots els models empleats per la FAVS fins llavors. El Govern dels Estats Units va negar al president sudvietnamita la seva petició.

## Historia de la FAVS

Bandera del Vietnam del Sud.

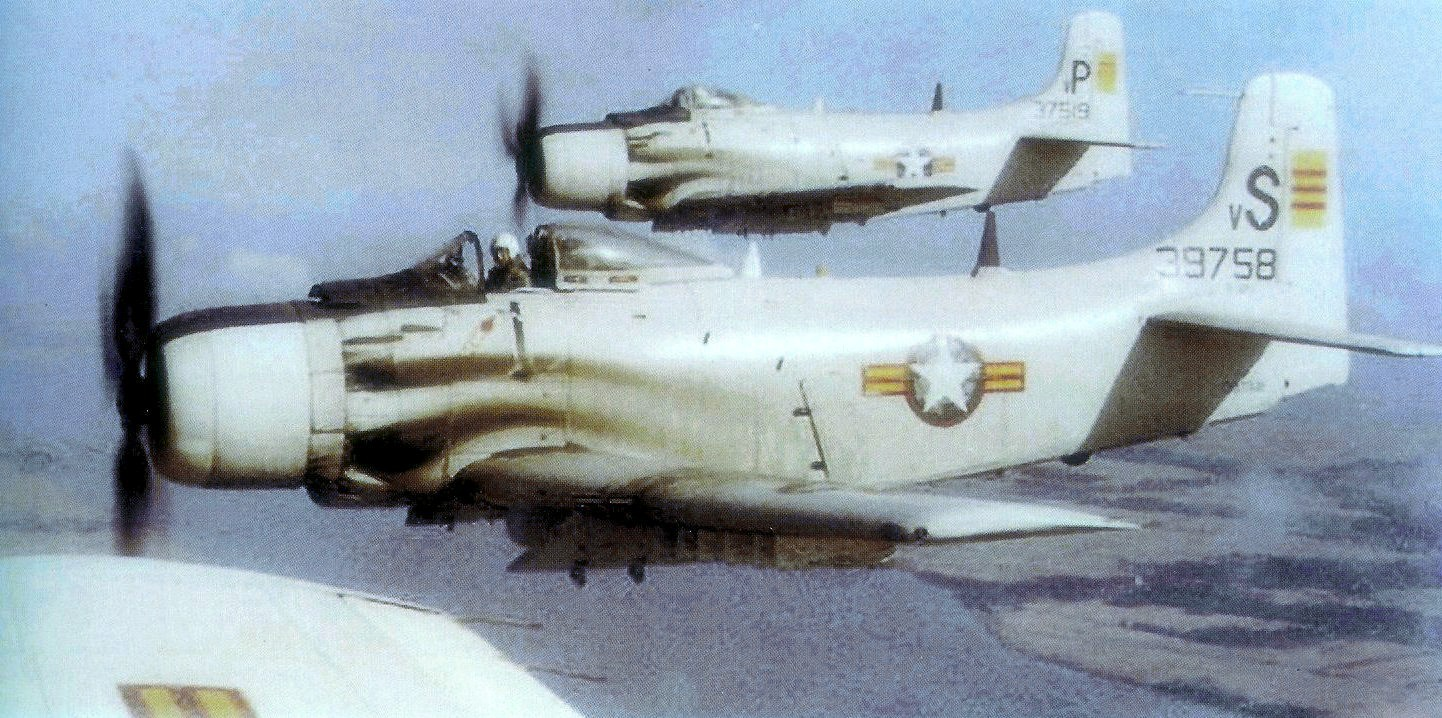
Aeronaus de la Força Aèria del Vietnam del Sud, del 520º Esquadró de combat, de la Base Aèria de Binh Thuy.

Encara que la FAVS no va patir les intrigues polítiques que va haver-hi en l'Exèrcit del Vietnam del Sud (EVS), la Força Aèria del Vietnam del Sud s'havia implicat en alguns episodis en els anys 1960, que van ser turbulents al Vietnam. El primer incident va tenir lloc el 27 de febrer de 1962, quan dos pilots de caces A-1, van bombardejar el Palau Presidencial a Saigon, per assassinar al President Ngo Dinh Diem. L'atemptat va fracassar, però va augmentar els sentiments de sospita entre les forces armades i el president, les primeres van dirigir el cop d'estat que per fi va enderrocar el règim de Diem al novembre de 1963.
Al febrer de 1965, mentre un cop dels oficials del ERVN contra el dictador militar Nguyen Khanh, el cap d'estat de la FAVS Nguyen Cao Ky va ajudar en la fugida de Khanh de Saigon a la base aèria Da Lat. Després de negociacions entre els dos costats, Ky va acordar rendir-se als rebels i Khanh va renunciar el seu poders dictatorials.
Entre els anys 1965 i 1975, la FAVS va prendre part en totes les fases de la Guerra del Vietnam i els conflictes amb els països veïns Cambodja i Laos. En l'abril de 1975, mentre l'Ofensiva de Primavera en la qual va caure el règim del Vietnam del Sud després de la invasió i posterior conquesta per part de Vietnam del Nord, la FAVS va lluitar en les batalles desesperades de Long Khanh i Xuan Loc. Gràcies al subministrament de municions a les forces del ERVN i els bombardejos aeris contra les posicions comunistes, van poder infligir moltes baixes a les tropes de l'Exèrcit Popular del Vietnam (EPV, l'Exèrcit del Vietnam del Nord). Durant la caiguda de la capital, Saigon, un avió de combat AC-119 volava sobre la ciutat assetjada per defensar l'Aeroport de Tan Son Nhat, fins que les tropes de l'Exèrcit Popular del Vietnam el van abatre amb un míssil terra-aire (SAM), el primer usat en el conflicte.

## Avions i helicòpters (1955-1975)

### Avions de caça
| Aeronau                      | Tipus        | Fotografia | Origen       |
| ---------------------------- | ------------ | ---------- | ------------ |
| Northrop F-5 Freedom Fighter | Avió de caça |            | Estats Units |
| Grumman F8F Bearcat          | Avió de caça |            | Estats Units |

### Avions d'atac a terra
| Aeronau               | Tipus               | Fotografia | Origen       |
| --------------------- | ------------------- | ---------- | ------------ |
| Douglas A-1 Skyraider | Avió d'atac a terra |            | Estats Units |
| Cessna A-37 Dragonfly | Avió d'atac a terra |            | Estats Units |

### Avió comercial
| Aeronau      | Tipus          | Fotografia | Origen       |
| ------------ | -------------- | ---------- | ------------ |
| Douglas DC-6 | Avió comercial |            | Estats Units |

### Bombarders
| Aeronau                  | Tipus     | Fotografia | Origen       |
| ------------------------ | --------- | ---------- | ------------ |
| Douglas AC-47 Spooky     | Bombarder |            | Estats Units |
| Fairchild AC-119G Shadow | Bombarder |            | Estats Units |

### Reconeixement
- Cessna O-1 Bird Dog - Avió de reconeixement
- Cessna O-2 Skymaster - Avió de reconeixement

### Enllaç
- Morane-Saulnier MS.505 - Avió d'enllaç
- L-26 Aero Commander - Avió d'enllaç
- Beechcraft C-45 Expeditor - Avió d'enllaç
- Dassault MD 315 Flamant - Avió d'enllaç
- De Havilland Canada DCH-2 Beaver - Avió d'enllaç
- Cessna O-17A/B Skywagon- Avió d'enllaç

### Entrenament
- Pazmany PL-1 - Avió d'entrenament
- North American T-6 Texan - Avió d'entrenament
- North American T-28 Trojan - Avió d'entrenament
- Cessna T-37 Tweet - Avió d'entrenament
- Cessna T-41 Mescalero - Avió d'entrenament

### Transport
- De Havilland Canada C-7 Caribou - Avió de transport militar
- Douglas C-47 Skytrain - Avió de transport militar
- Fairchild C-119 Flying Boxcar - Avió de transport militar
- Fairchild C-123 Provider - Avió de transport militar
- Lockheed C-130 Hercules - Avió de transport militar
- CASA C-212 Aviocar - Avió de transport militar

### Hidroavions
- Republic RC-3 Seabee - Hidroavió

### Helicòpters de reconeixement
- Aérospatiale AS-318 Alouette II - Helicòpter de reconeixement militar
- Aérospatiale AS-319 Alouette III - Helicòpter de reconeixement militar

### Helicòpters de transport
- Bell UH-1 Iroquois - Helicòpter de transport militar
- Sikorsky H-19 Chickasaw - Helicòpter de transport militar
- Sikorsky H-34 Choctaw - Helicòpter de transport militar
- Boeing CH-47 Chinook - Helicòpter de transport militar